# The Romance of the Utah Pioneers
The Romance of the Utah Pioneers è un cortometraggio muto del 1913 diretto da Charles Farley, che fu regista di quest'unico film.
Fu l'esordio cinematografico per Louise Fazenda.

## Produzione
Il film fu prodotto dalla Bison Motion Pictures.

## Distribuzione
Distribuito dall'Universal Film Manufacturing Company, il cortometraggio in due bobine uscì nelle sale cinematografiche statunitensi il 7 gennaio 1913.